# Clam, Charente-Maritime
Clam là một xã trong tỉnh Charente-Maritime trong vùng Nouvelle-Aquitaine, tây nam nước Pháp. Xã Clam, Charente-Maritime nằm ở khu vực có độ cao từ 23-71 mét trên mực nước biển.